# Вилча Поляна
Ви́лча Поля́на (болг. Вълча поляна) — село в Ямбольській області Болгарії. Входить до складу общини Єлхово.

## Населення
За даними перепису населення 2011 року у селі проживали 117 осіб, усі — болгари.
Розподіл населення за віком у 2011 році:
Динаміка населення: